# 林承澤
林承澤，廣西省桂林府臨桂縣人，清朝政治人物、進士出身。
光緒六年（1880年），参加庚辰科殿試，登進士二甲第83名。同年五月，著分部學習。